# Hellfueled
Hellfueled är ett hårdrocksband från Huskvarna. Bandet startade 1998 och medlemmarna är Jocke Lundgren (gitarr), Kent Svensson (trummor), Andy Alkman (sång) och Henke Lönn (basgitarr).
Bandet spelar tung gitarrbaserad metal med tydliga influenser av Black Sabbath och Ozzy Osbourne.

## Medlemmar
Nuvarande medlemmar
- Andy Alkman – basgitarr (1999–2002), sång (1999– )
- Kent Svensson – trummor (1999– )
- Jocke Lundgren – sologitarr (1999– )
- Henke Lönn – rytmgitarr (1999–2002), basgitarr (2002– )

## Diskografi
Demo
- 1999 – Demo Vol. 3
- 2000 – Promo
- 2000 – Volume 4
- 2002 – The Red One

Studioalbum
- 2004 – Volume One
- 2005 – Born II Rock
- 2007 – Memories in Black
- 2009 – Emission of Sins

Singlar
- 2005 – "Midnight Lady"
- 2006 – "Look Out"

Promo som Below
- 1998 – Below

Promo som Firebug
- 1999 – Promotion CD Vol. II